# 3078 Horrocks
3078 Horrocks è un asteroide della fascia principale del diametro medio di circa 27 km. Scoperto nel 1984, presenta un'orbita caratterizzata da un semiasse maggiore pari a 3,1473583 au e da un'eccentricità di 0,1046813, inclinata di 7,08718° rispetto all'eclittica.
L'asteroide è dedicato all'astronomo britannico Jeremiah Horrocks.